# 告白 (MY FIRST STORYの曲)
「告白」（こくはく）は、日本のロックバンド・MY FIRST STORYの楽曲。自身8作目のシングルとして2021年7月14日にリリースされた。

## 概要
前作『1,000,000 TIMES』から約1年ぶりのシングル。
表題曲「告白」はリスナーに寄り添う姿勢をそのままアーティストの新たな武器に据えるようなラブバラードとなっている。

## 「I'm a mess」の人気
『告白』に収録されている「I'm a mess」は
2023年3月、一般ユーザーによって投稿されたMAD動画をきっかけにTikTokやYouTubeで大流行した。
また、ボーカルのHiroもこのバズを利用し、TikTokで「I’m a mess」を使用した投稿のうち､最もバズった投稿をした人トップ3に、総額60万円の賞金を与えるという『マイファスチャレンジ』を実施した。
同年6月9日には「I'm a mess」を含む3曲をTHE FIRST TAKEで披露した。
これらにより本楽曲の人気はリリース当初より更に上がり、Billboard JAPAN Hot 100では2023年4月5日公開チャートで96位に初登場、翌週には55位まで大幅に上昇した。同年8月にはトップ10に初ランクインし、9月6日公開チャートでは自身最高位の8位を記録した。

### チャート成績
2023年8月、Billboard JAPANで自身初のストリーミング1億回再生を突破した。そして2024年7月には自身初の3億回再生を突破した。
- Billboard JAPAN
  - Hot 100
    - 週間8位
    - 2023年度年間28位
    - 2024年度年間24位

  - Download Songs
    - 週間5位
    - 2023年度年間20位
    - 2024年度年間42位

  - Streaming Songs
    - 週間5位
    - 2023年度年間24位
    - 2024年度年間19位
- オリコン
  - 週間12位 （週間デジタルシングル）
  - 週間3位（週間ストリーミング）

## 収録内容
| 全編曲: MY FIRST STORY。 |                     |           |           |       |
| #                        | タイトル            | 作詞      | 作曲      | 時間  |
| 1.                       | 「告白」            | Hiro      | Hiro      | 4:17  |
| 2.                       | 「I'm a mess」      | Hiro      | SHO       | 4:09  |
| 3.                       | 「廻廻奇譚」(cover) | Eve       | Eve       | 3:36  |
| 合計時間:                | 合計時間:           | 合計時間: | 合計時間: | 12:02 |